# Kîparîsne, Alușta
Kîparîsne (în ucraineană Кипарисне) este un sat în comuna Malîi Maiak din orașul regional Alușta, Republica Autonomă Crimeea, Ucraina.

## Demografie
Componența lingvistică a localității Kîparîsne
     Rusă (89,86%)
     Ucraineană (7,4%)
     Tătară crimeeană (2,74%)
Conform recensământului din 2001, majoritatea populației localității Kîparîsne era vorbitoare de rusă (89,86%), existând în minoritate și vorbitori de ucraineană (7,4%) și tătară crimeeană (2,74%).